# Melissoptila montanicola
Melissoptila montanicola är en biart som beskrevs av Urban 1998. Melissoptila montanicola ingår i släktet Melissoptila och familjen långtungebin. Inga underarter finns listade i Catalogue of Life.